# Ehrentafel
Als Ehrentafel wird eine auffällige Inschrift bezeichnet, mit der das Gedächtnis an verdienstvolle Personen, oder besonders wichtige Ereignisse wachgehalten wird. Ehrentafeln sind meist an öffentlichen Gebäuden, Kirchen oder Altstadthäusern angebracht, oft auch an Wohnorten berühmter Künstler oder am Ort eines markanten Geschehens.
Ehrentafeln finden sich ferner an Kriegerdenkmälern der beiden Weltkriege oder regionaler Befreiungskriege, meist mit den Namen der Gefallenen oder der beteiligten militärischen Einheiten.
Auch in den Gaststuben traditioneller Lokale sind oft Gedenk- oder Fototafeln von Vereinen oder Persönlichkeiten angebracht, wenngleich in bescheidenerer Ausführung. Vereinzelt tragen auch Auszeichnungen die Bezeichnung "Ehrentafel".

## Militärische Ehrentafel in Düren
Auf einem militärisch genutzten Wasserturm im Stadtzentrum von Düren (Nordrhein-Westfalen) war bis 1945 eine besonders theatralische Ehrentafel zu lesen:
| VOM 10. RHEINISCHEN INFANTERIE-REGIMENT Nr. 161 LIESSEN IHR LEBEN FÜRS VATERLAND IN DEN JAHREN 1914–1918 88 OFFIZIERE 2520 UNTEROFFIZIERE UND MANNSCHAFTEN HUNDERTEINUNDSECHZIG STURM U. KAMPFBEWÄHRT EWIG HÄLTS DIE TREUE DIE ES SCHWUR AUFS SCHWERT |